# La Joie silencieuse
Pour plus de détails, voir Fiche technique et Distribution.
La Joie silencieuse (Tichá radost) est un film tchécoslovaque réalisé par Dušan Hanák, sorti en 1986.

## Fiche technique
- Titre original : Tichá radost
- Titre français : La Joie silencieuse
- Réalisation : Dušan Hanák
- Scénario : Dušan Hanák et Ondrej Šulaj
- Direction artistique : Olga Maiová
- Photographie : Viktor Svoboda
- Montage : Alfréd Benčič
- Pays d'origine : Tchécoslovaquie
- Format : Couleurs - 35 mm - Mono
- Genre : drame
- Durée : 89 minutes
- Date de sortie :
  - Tchécoslovaquie : 1er octobre 1986

## Distribution
- Magda Vášáryová : Sona
- Jirí Bartoska : Dr. Macko
- Jana Brejchová : Dr. Galová
- Róbert Koltai : Emil
- Erzsi Pásztor : Havlíková
- Juraj Nvota : Vlado
- Maros Brachna : Maros
- Ferenc Bencze : Benko
- Iveta Kozková : Macková
- Jitka Asterová : Betka
- Eva Holubová : Jana
- Darina Porubjaková : Zdenka
- Arnost Goldflam : Dr. Dobos
- Eva Svobodová : Starenka